# Monty Norman
Monty Norman (eigentlich Monty Noserovitch; * 4. April 1928 in London; † 11. Juli 2022 in Slough, Grafschaft Berkshire) war ein britischer Sänger, Texter und Komponist von Musicals und Filmmusiken. International bekannt wurde er durch die Komposition des Titels Bad Sign, Good Sign, der von John Barry als Instrumentaltitel neu arrangiert zur James-Bond-Filmmusik aus James Bond jagt Dr. No wurde. Das James Bond Theme wurde zum akustischen Markenzeichen dieser Filmserie.

## Lebenslauf
Norman wurde im Eastend von London als Sohn jüdischer Eltern geboren. Normans Vater war ein Einwanderer aus Lettland. Während des Zweiten Weltkrieges wurde er aus London evakuiert und diente später als jugendlicher Helfer im National Service der Royal Air Force, wo er begann, sich für das Singen zu interessieren.
Zu Beginn der 1950er- und 1960er-Jahre war Norman als Sänger Mitglied in den Big Bands von Cyril Stapleton, Stanley Black und Ted Heath und trat neben bekannten Akteuren, wie Benny Hill, Harry Secombe, Peter Sellers, Spike Milligan, Harry Worth, Tommy Cooper, Jimmy James, Tony Hancock, Jimmy Edwards und Max Miller, ebenfalls in verschiedenen Varieté-Shows auf. Einer seiner Songs, False Hearted Lover, erreichte sogar internationale Bekanntheit.
In den späten 1950er-Jahren verlegte sich Norman mehr und mehr auch auf das Komponieren. So schuf er auch Lieder für die Künstler Cliff Richard, Tommy Steele, Count Basie und Bob Hope, sowie Texte für Theaterproduktionen, wie für das Musical Make Me An Offer (der englischen Fassung des Musicals Irma La Douce) oder Expresso Bongo (das später als erstes Rock-’n’-Roll-Musical bezeichnet wurde) und später auch für Filme, zu denen auch der Science-Fiction-Klassiker Der Tag, an dem die Erde Feuer fing (1961), der Horrorfilm Schlag 12 in London (1960) und die Filmkomödie Bob auf Safari (Call Me Bwana, 1963) mit Bob Hope gehören.
Der bekannteste Einzeltitel von Monty Norman dürfte das „James-Bond-Thema“ aus dem ersten Film der Serie sein. Es wurden bereits zwei Prozesse über die Autorschaft geführt, in denen Norman die Urheberschaft zugesprochen wurde. In der DVD-Dokumentation Inside Dr. No singt Norman die ersten Verse eines Lieds, das er Jahre zuvor für eine Bühnenproduktion geschrieben hatte und das in verschiedenen Passagen schon Anklänge an das James-Bond-Thema aufweist (s. Kapitel Completing The Circle).
Ab 2004 arbeitete Norman an einer Autobiografie mit dem Titel A Walking Stick Full of Bagels sowie an der Vertonung des Romans Lucky Jim von Kingsley Amis und einer Neuauflage seines Musicals Quick Quick Slow von 1970.
Er starb am 11. Juli 2022 nach kurzer Krankheit.

### Completing the Circle
Im Herbst 2005 veröffentlichte Norman eine Doppel-CD mit seinen älteren und neu geschriebenen Liedern unter dem Titel Completing the Circle. Von besonderem Interesse sind dabei die fünf Stücke auf der zweiten CD, die musikalisch alle in Verbindung mit Normans Arbeit für Dr. No stehen. Norman hat hier erstmals die Urversion des James-Bond-Themas veröffentlicht, den Song Bad Sign, Good Sign, der ihm wie oben erwähnt als Vorlage für das berühmte Thema diente. Auf dem Album erklingt das Stück so, wie er es für das nie realisierte Musical A House for Mr. Biswas geschrieben hatte. Der kommerzielle Erfolg von Completing the Circle blieb bescheiden, wie der Produzent des Albums Gerry Bron auf Anfrage mitteilte.

### James Bond
- James Ollinger: Monty Norman v. The Sunday Times: The “James Bond Theme” Lawsuit. In: jollinger.com. (englisch, detailreiche Schilderung des Prozesses von Monty Norman gegen die Sunday Times im Jahr 2001).
- John Barry On The Bond Theme. In: MI6-HQ. 9. September 2006 (englisch).
- Malte Hemmerich, Jakob Baumer: James Bond – Das indische Original. (mp3-Audio; 7,8 MB; 8:29 Minuten) In: SWR-Sendung „Score Snacks“. 17. Juni 2022.